# Skiphosoura
Skiphosoura (що означає «хвіст меча») — вимерлий рід птеродактиліподібних птерозаврів з пізньої юрської формації Мернсхайм у Німеччині. Рід містить один вид, S. bavarica, відомий за майже повним скелетом, включаючи частковий череп. Skiphosoura демонструє перехідну морфологію тіла між більш базальними птерозаврами та пізнішими птеродактилоїдами.

## Відкриття та найменування
Зразок голотипу Skiphosoura, LF 4157, був виявлений у 2015 році в відкладеннях формації Mörnsheim поблизу Мюльхайма в Баварії, Німеччина. Після підготовки зразок був придбаний у 2020 році Палеонтологічним фондом Лауера, штат Іллінойс (США), де він постійно зберігається. Зразок розрізнений, але майже повний, відсутні деякі метаподіальні кістки, хребці та частина черепа. Багато кісток збереглися в тривимірному вигляді.
У 2024 році Хоне та ін. описав Skiphosoura bavarica як новий рід і вид птеродактиліформних птерозаврів на основі цих викопних останків. Родова назва Skiphosoura поєднує давньогрецькі слова skyphos, що означає «меч», і oura, що означає «хвіст», що стосується коротких, звужених хвостових хребців таксону. Видова назва, bavarica, стосується відкриття голотипу в німецькій землі Баварія.

## Опис
Skiphosoura помітно більший за близькоспоріднених птерозаврів. Голотипний екземпляр має розмах крил 1,75 метра, але, можливо, він не повністю виріс.